# Астиномия
Астиномия (др.-греч. ἀστῠνομία)— часть института городского управления (городской исполнительной власти) в Древней Греции. Производное от Астином — должностное лицо исполнительной власти в Афинах. Этимологически происходит от слов Астино́м, Астино́ма. Астино́мами (ἀστυνόμοι) греки называли богов — хранителей городов. Астино́ма (ἡ Ἀστυνόμος, охраняющая безопасность города) — эпитет богинь Афины, Артемиды, Деметры, Геры и др.
«В Афинах было также множество различных коллегий магистратов, основными функциями которых была организация управления внутригородской жизнью. 10 астиномов следили за санитарным состоянием города, 10 агораномов наблюдали за соблюдением правил рыночной торговли, 10 метрономов отвечали за правильность мер и весов, 10 ситофилаков, хлебных надзирателей, постоянно следили за ценами на хлеб (о важности этой коллегии говорит тот факт, что в середине IV в. до н. э, число её членов увеличилось с 10 до 35: 20 вели наблюдение за хлебной торговлей в Афинах, а 15—в Пирее.)».
Институт управления Древней Греции был весьма развит. Взаимоотношения сословий, вопросы хозяйственной жизни требовали адекватного законодательства и, соответствующего исполнения. Законодательство уже тогда вызывало озабоченность своим объёмом и запутанностью. В своём труде «Политика» Аристотель касается проблемы обширности современного ему законодательства: «Правда, Сократ утверждает, что воспитание избавит граждан иметь много узаконений, например касающихся астиномии, агораномии и тому подобного, поскольку воспитание будут получать только стражи» (Книга 2 (В).II.13).
В современном греческом языке слово αστυνομία (астиномия) обозначает полицию, αστυνομικός (астиномикос) — полицейского.